# Nicolae Paulescu

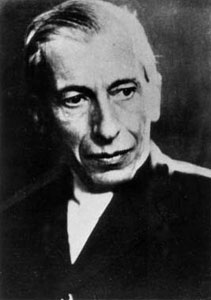
Nicolae Paulescu

Nicolae Paulescu (ur. 30 października 1869 w Bukareszcie, zm. 17 lipca 1931 tamże) – rumuński fizjolog, odkrywca insuliny. 
Był najstarszym z czwórki dzieci Costache i Marii Paulescu. W 1888 roku ukończył wyższą szkołę w Bukareszcie. Jesienią tego roku wyjechał do Paryża na studia medyczne; tytuł doktora medycyny otrzymał w 1897 roku. Przez trzy lata praktykował jako asystent chirurg w Notre-Dame du Perpétuel-Secours. W 1900 powrócił do Bukaresztu i został profesorem na katedrze fizjologii Szkoły Medycznej Uniwersytetu w Bukareszcie. Pochowany jest na cmentarzu Bellu.
Był autorem licznych antysemickich i rasistowskich publikacji.